# Survival dAnce 〜no no cry more〜
「survival dAnce 〜no no cry more〜」（サヴァイバル・ダンス・ノー・ノー・クライ・モア）は、trfの6枚目のシングル。1994年5月25日にavex traxから発売された。

## 解説
フジテレビ系ドラマ『17才-at seventeen-』主題歌。シングルでは初めてオリコンチャート1位を獲得し、ミリオンセラーを達成した。本作から「Overnight Sensation 〜時代はあなたに委ねてる〜」まで5作連続ミリオンセラーを達成している。
作品の一番大事な部分は、ダンサー含むメンバー5人全員で歌った。ニュアンスは「ライブで踊る部分をそのままスタジオに持ち込み、体で歌う」様に意識した。
MVは、メンバー全員がビデオカメラでお互いを撮り合った映像で構成されている。
2006年11月29日に廉価版12cmシングルとして再リリースされ、フジテレビ系バラエティ番組「グラビアトークオーディション」エンディングテーマに起用された（2007年1月〜）。

## 収録曲
| 全作詞・作曲・編曲: 小室哲哉。 |                                                                           |          |            |      |
| #                              | タイトル                                                                  | 作詞     | 作曲・編曲 | 時間 |
| 1.                             | 「survival dAnce ～no no cry more～ (original single chart mix)」         | 小室哲哉 | 小室哲哉   | 5:01 |
| 2.                             | 「survival dAnce ～no no cry more～ (original 12” mix)」                  | 小室哲哉 | 小室哲哉   | 6:40 |
| 3.                             | 「survival dAnce ～no no cry more～ (CXTV 17’s mix)」                     | 小室哲哉 | 小室哲哉   | 5:02 |
| 4.                             | 「survival dAnce ～no no cry more～ (original single chart karaoke mix)」 | 小室哲哉 | 小室哲哉   | 5:05 |
| 合計時間:                      | 合計時間:                                                                 | 21:48    |            |      |

クレジット
- Produced : 小室哲哉
- Mixed : Pete Hammond & Steve Hammond

## 収録アルバム
- 『BILLIONAIRE 〜BOY MEETS GIRL〜』
※ 本シングル2曲目収録のoriginal 12” mixの音源をアルバム用に新規でアレンジした、12” MIXとして改め収録
- 『WORKS -THE BEST OF TRF-』
- 『TRF 15th Anniversary BEST -MEMORIES-』
- 『TRF 20TH Anniversary COMPLETE SINGLE BEST』
- 『BEST SINGLE Collection × EZ DO DANCERCIZE』

## カバー
- BoA - TRFのアルバム『Lif-e-Motions』（2006年）に「survival dAnce 〜no no cry more〜 -meets BoA-」と題して収録。
- アイドリング！！！╴ライブ「2ndライブ（1stシングル発売記念ライブ）だいじなもの」（2008年）にて、遠藤舞、滝口ミラ、横山ルリカが歌唱。
- arie - アルバム『THE BEST OF BOSSA COVERS 〜青春ダンス〜』（2008年）収録。
- さつき が てんこもり feat. 初音ミク - カバーアルバム『小室哲哉 meets VOCALOID』（2012年）収録。
  - 小室哲哉公認のVOCALOIDカバーアルバム。
- 東方神起 - アルバム『TRF TRIBUTE ALBUM BEST』（2013年）収録。
  - BiS - アルバム『PPCC』（2012年）、『びすけて』（2012年）、『TRFリスペクトアイドルトリビュート!!』（2012年）収録。
- loop - コンピレーション・アルバム『EXA IDOL COMPLEX〜Super duper!』（2016年）収録。
- 大和アレクサンダー（CV.武内駿輔） - 『KING OF PRISM -Shiny Seven Stars- マイソングシングルシリーズ 大和アレクサンダー』（2019年）収録。
  - テレビアニメ『KING OF PRISM -Shiny Seven Stars-』第9話挿入歌。
- 城ヶ崎莉嘉（CV.山本希望） - ゲーム『アイドルマスター シンデレラガールズ スターライトステージ』にて、楽曲「TRF×CG -DJKOO Mix-」（2020年）で使用。
- 久遠七海（CV.Lezel） - YouTubeにて、アニメ「パリピ孔明」Ver.（2022年）として公開。
- Call of Artemis（Raychell・水樹奈々）- メディアミックス・プロジェクト『D4DJ』内のユニット・Call of Artemisの1stシングル『Do the Dive』（2022年）に収録[3]。
- 4s4ki - ゲーム『モンスターハンターNow』CMソング（2023年）として使用。2024年、配信リリース[4]。
- ジオ（CV.松田颯水）×ダイヤ（CV.小松未可子）- アニメ『科学×冒険サバイバル!』エンディングテーマ（2024年）として使用[5]。
- 黒川冷（CV.森久保祥太郎） - 『『KING OF PRISM-Your Endless Call-み〜んなきらめけ！プリズム☆ツアーズ』Song Collection』（2025年）収録。
  - 劇場アニメ『KING OF PRISM-Your Endless Call-み〜んなきらめけ!プリズム☆ツアーズ』挿入歌。